# John Hostettler

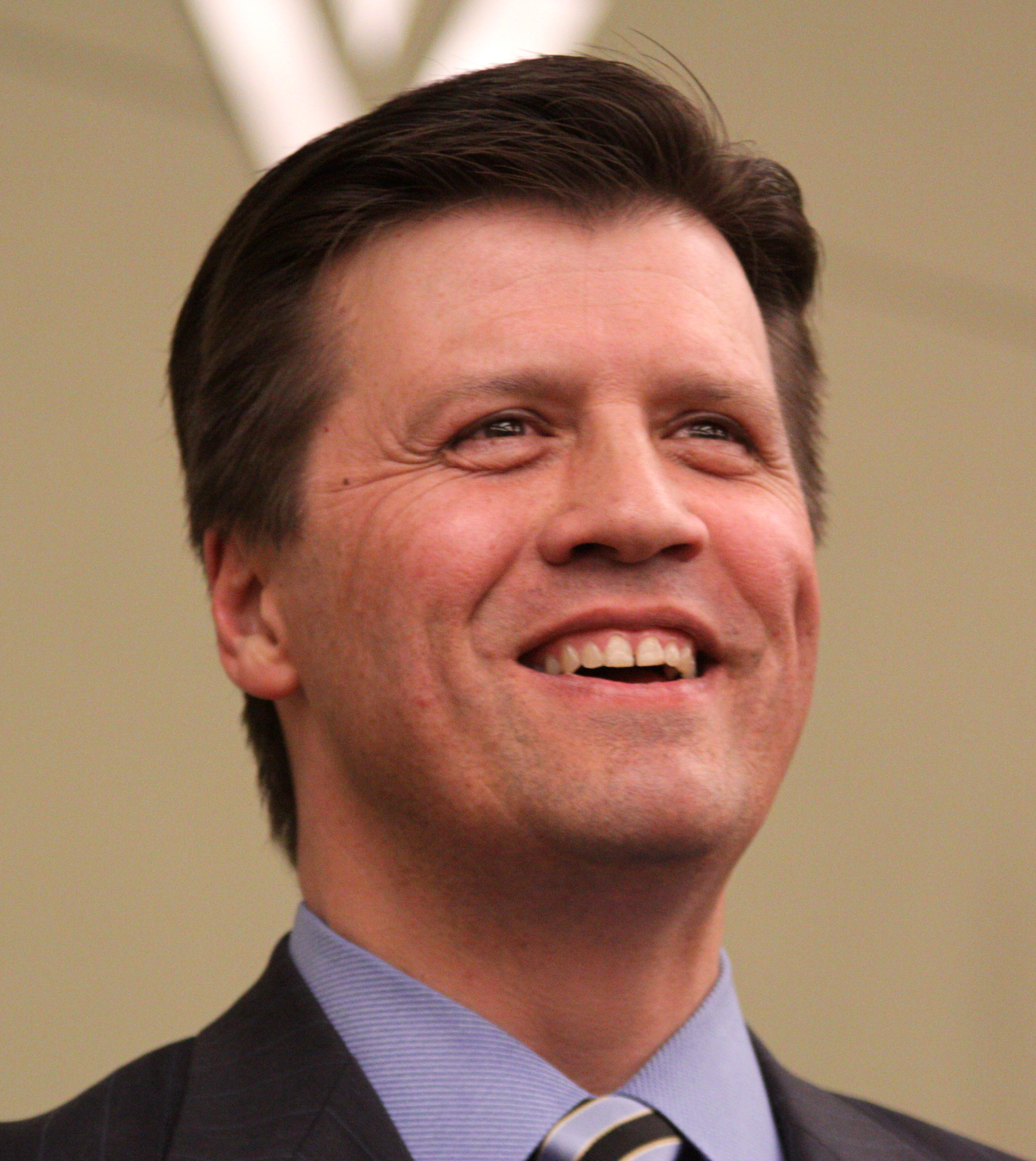
John Hostettler (2010)

John Nathan Hostettler (* 19. Juni 1961 in Evansville, Indiana) ist ein US-amerikanischer Politiker. Zwischen 1995 und 2007 vertrat er den Bundesstaat Indiana im US-Repräsentantenhaus.

## Werdegang
John Hostettler besuchte die North Posey High School und danach bis 1983 das Rose-Hulman Institute of Technology in Terre Haute. Zwischen 1985 und 1994 arbeitete er als Ingenieur in einem Kraftwerk der Southern Indiana Gas & Electric Company. Politisch wurde er Mitglied der Republikanischen Partei.
Bei den Kongresswahlen des Jahres 1994 wurde Hostettler im achten Wahlbezirk von Indiana in das US-Repräsentantenhaus in Washington, D.C. gewählt, wo er am 3. Januar 1995 die Nachfolge von Frank McCloskey antrat. Nach fünf Wiederwahlen konnte er bis zum 3. Januar 2007 sechs Legislaturperioden im Kongress absolvieren. In seine Zeit als Kongressabgeordneter fielen die Terroranschläge am 11. September 2001, der Irakkrieg und der Militäreinsatz in Afghanistan.
Hostettler war Mitglied im Streitkräfteausschuss und im Justizausschuss. Er stimmte nicht immer mit seiner Partei. Im Oktober 2002 war er einer von nur sechs republikanischen Kongressabgeordneten, die sich gegen den Irakkrieg aussprachen. Bei den Wahlen des Jahres 2006 unterlag Hostettler dem Demokraten Brad Ellsworth. Im Dezember 2009 gab er seine Kandidatur für eine Nachwahl in den US-Senat bekannt. In der Primary der Republikaner belegte er hinter Marlin Stutzman und dem siegreichen Dan Coats aber nur den dritten Platz.
Bei den Kongresswahlen 2024 kandidierte er im 8. Kongresswahlbezirk für einen Sitz im Repräsentantenhaus. In der Vorwahl musste Hostettler sich wegen Antisemitismusvorwürfen Mark Messmer geschlagen geben.
John Hostettler ist verheiratet und Vater von vier Kindern.